# Центрифуга

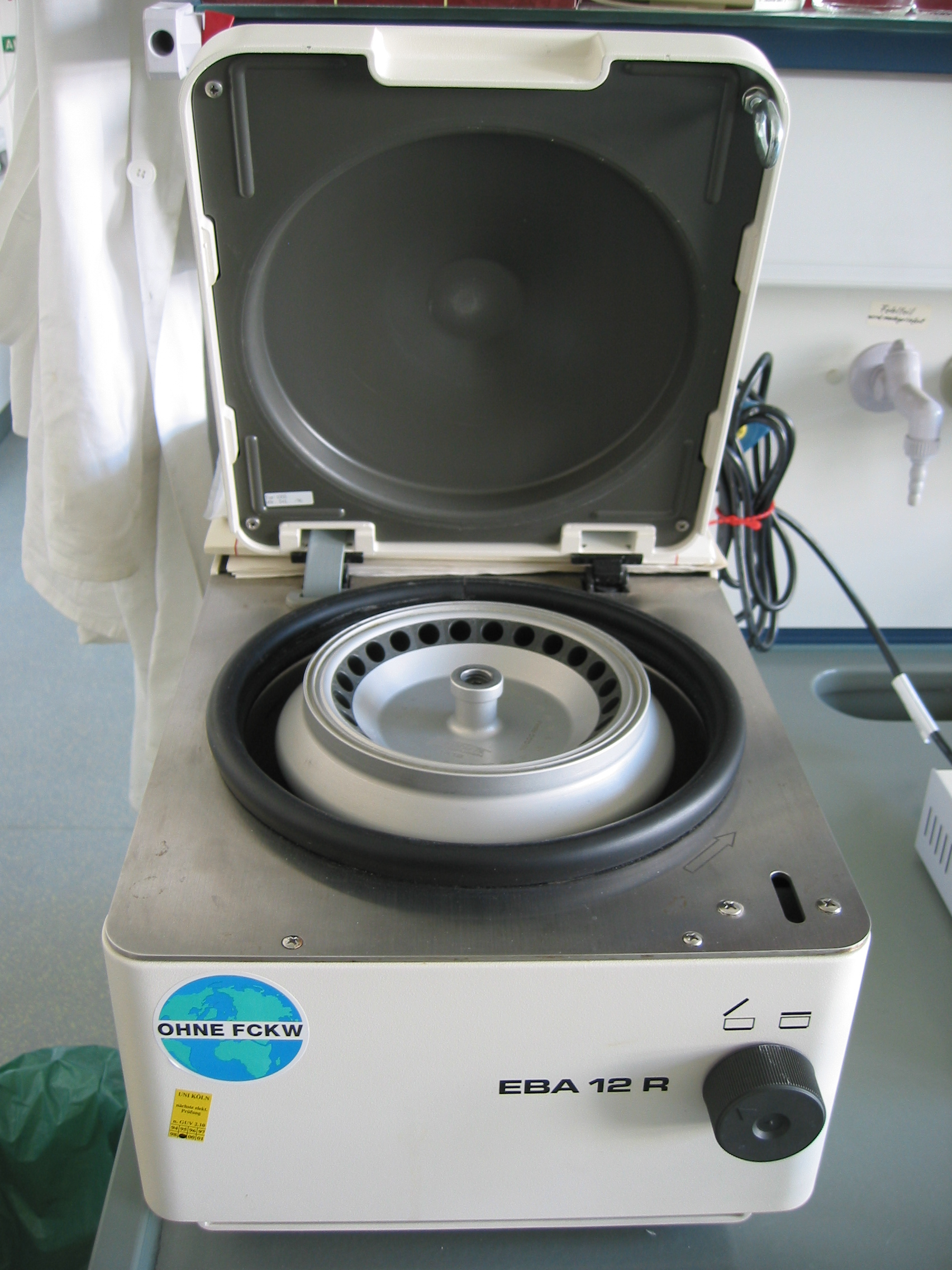
Лабораторная центрифуга

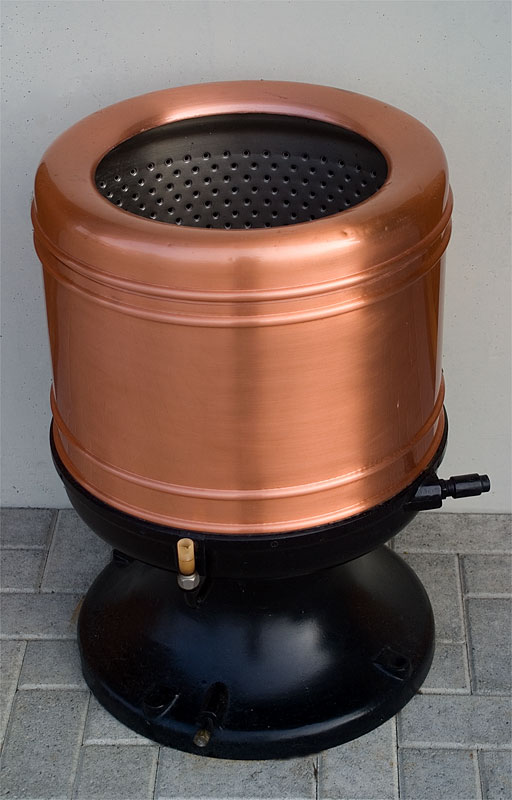
Центрифуга для отжима белья после стирки

Центрифу́га — устройство, предназначенное для того, чтобы подвергать какие-либо объекты действию центробежных сил. Представляет собой механизм, обеспечивающий постоянное и равноускоренное вращение объекта приложения центробежной силы. Применяется для разделения газообразных, жидких или сыпучих тел разной плотности, а также в других случаях, требующих имитации повышенной силы тяжести.
Центрифуги применяются в лабораторной практике, в сельском хозяйстве для очистки зерна, выдавливания мёда из сот, выделения жира из молока (см. сепаратор), в промышленности для обогащения руд, в крахмало-паточном производстве, в текстильном производстве, в прачечных для отжима воды из белья и т. п. Высокоскоростные газовые центрифуги применяются для разделения изотопов, в первую очередь изотопов урана в газообразном соединении (гексафториде урана UF6).

## Применение

### Сепарирование веществ
Сепарация (лат. separatio) — это различные процессы разделения смешанных объёмов разнородных частиц, смесей, жидкостей разной плотности, эмульсий, твёрдых материалов, взвесей, твёрдых частиц или мелких капель в газе. При сепарации не происходит изменения химического состава разделяемых веществ. Сепарация возможна если присутствуют различия в характеристиках компонентов в смеси: в размерах твёрдых частиц, в их массах, форме, плотности, коэффициентах трения, прочности, упругости, смачиваемости поверхности, магнитной восприимчивости, электропроводности, радиоактивности и других.
Свойства, отличающие продукты сепарации, не обязательно должны совпадать с признаками, по которым разделяют смесь компонентов в производстве. К примеру, при сепарации побочной породы и угля продукты при одинаковой плотности могут содержать разное количество золы, отличающее качественный уголь. В самом процессе сепарации принимает участие очень большое количество отдельных мелких частиц, среди которых встречаются частицы с промежуточными свойствами по отношению к необходимым признакам. Из исходной смеси после промышленных сепараций не может получиться абсолютно чистая фракция разделяемых компонентов, а лишь продукт с преобладающим их содержанием.
Выбор способа сепарации зависит от процентного состава и свойств разделяемой смеси и составляющих её компонентов, степени соответствия желаемых свойств получаемых продуктов от последствий разделения и свойств компонентов. Сепарация, как правило, происходит не только по главному признаку, который отличает компоненты в смеси, а по целому ряду свойств. Процессы сепарации различаются в зависимости от внешних условий и аппарата, в котором происходит разделение.

#### Медицина и фармакология
Сепараторы применяются в медицине для разделения плазмы крови и лимфы; в фармакологии при очистке лекарств от побочного продукта.

#### Пищевая промышленность
Сепараторы применяются в молочной промышленности для очистки молока от механических примесей и бактерий (см. бактофуга), разделения молока на сливки и обезжиренное молоко.

#### Разделение изотопов
Центрифужная технология разделения изотопов получила широкое распространение в ядерных технологиях как самая эффективная. Основана на сепарации газообразных соединений обрабатываемого вещества в специальных газовых центрифугах.

### Имитация силы тяжести

#### Физическая нагрузка

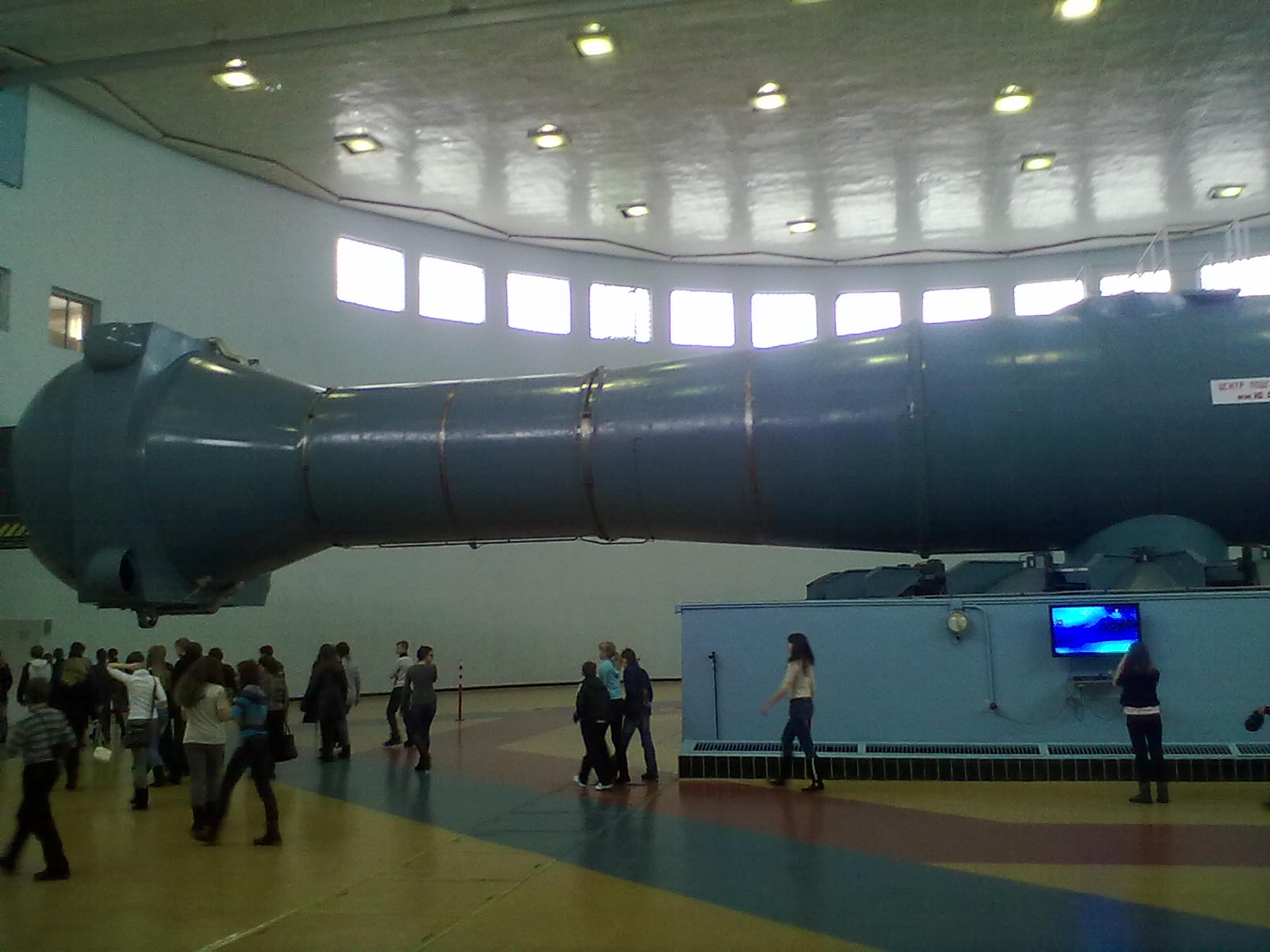
Центрифуга в центре подготовки космонавтов имени Ю. А. Гагарина

Центрифуги используются для физической подготовки людей, которым предстоит столкнуться с необходимостью испытывать значительные перегрузки в процессе выполнения работы. Например, при подготовке боевых летчиков и космонавтов. В России подготовку космонавтов на центрифуге осуществляют в Центре подготовки космонавтов имени Ю. А. Гагарина.
Существуют проекты компенсации негативного влияния на космонавтов длительного нахождения в состоянии невесомости путем создания искусственной силы тяжести на центрифугах.

#### Литейное дело
Центрифуги применяются при литье металла или других литейных материалов в формы небольшого объёма. Является разновидностью литья под давлением. Центрифуга позволяет увеличить давление литьевого материала в форме при заливке и вытесняет газовые пузырьки, чем снижает количество литьевых дефектов.

## Эффект самобалансировки
Эффект самобалансировки можно наблюдать у центрифуг, предназначенных для отжимания белья. При наборе оборотов центрифугу сначала начинает трясти, потом проходит пик тряски, тряска уменьшается, и центрифуга выходит на рабочие обороты.
В случае, если бельё расположено слишком неравномерно, эффект самобалансировки может не наступить. В этом случае выход на рабочие обороты становится невозможным — центрифуга идёт в «разнос» (начинает задевать барабаном корпус, издавая стук).
Эффект самобалансировки основан на том, что тело, не имеющее жёстко заданной оси вращения, вращается относительно своего центра масс (это наглядно видно, если раскрутить лежащую на столе шариковую ручку или мобильный телефон).
Технически это реализуется эластичным подвесом барабана центрифуги (часто вместе с приводным электродвигателем) к основному корпусу устройства. Эластичный подвес, как правило, резиновые демпферы, даёт возможность барабану центрифуги смещаться в радиальном направлении в любую сторону до нескольких сантиметров. Наклон и осевые смещения при этом фиксируются относительно жёстко.
При вращении барабан стремится вращаться относительно своего центра масс, смещая ось привода на некоторый радиус, равный расстоянию от оси до центра масс. Если это расстояние укладывается в ход эластичного подвеса, барабан центрифуги вращается относительно своего центра масс, а ось привода (и подвес) движется по окружности, которую при этом описывает центр барабана. Ввиду малого диаметра окружности и большой частоты вращения, зрительно это движение воспринимается как вибрация. При изменении положения центра масс (неравномерная загрузка) барабан начинает вращаться относительно этого нового центра, а ось привода и подвес — «сопровождают» изменённые круговые движения центра барабана.
Самобалансировку, как правило, применяют в центрифугах с вертикальным барабаном (проще устройство подвеса и возможно предварительное равномерное расположение материала), однако этот же эффект применяется и в стиральных машинах-автоматах с горизонтальным барабаном — в них эластично подвешивается барабан со всем окружающим его герметичным баком для воды, что возможно благодаря относительно небольшой частоте вращения барабана. При отжиме ось барабана (вместе с баком и приводом) совершает круговые движения относительно текущего центра масс барабана (видимые как вибрирование), а эластичная подвеска допускает эти перемещения и отделяет их от основного корпуса, в котором для увеличения инерционности конструкции закрепляют специальные утяжелители в виде металлических или бетонных блоков, которые составляют значительную часть общего веса машины-автомата.
Также в центрифугах, в частности, на некоторых стиральных машинах-автоматах, иногда в процессе работы применяется автоматическая балансировка — смещение предварительно закреплённых противовесов (под управлением электроники), для приведения центра масс барабана на геометрическую ось вращения.
Автобалансировочные устройства предназначены для уравновешивания на ходу быстровращающихся тел, чей дисбаланс меняется в процессе эксплуатации. Автобалансировочные устройства состоят из компенсационных грузов (КГ), присоединяемых к вращающемуся телу, или (и) компенсационных материалов (КМ), заполняющих полость тела. На определённых скоростях вращения несущего тела компенсационные грузы сами приходят в положение, в котором уравновешивают это тело. Компенсационный материал сам перетекает в легкую часть несущего тела, чем уменьшает его дисбаланс. Если дисбаланс меняется непрерывно, то КГ или КМ непрерывно это отслеживают, чем обеспечивают непрерывную балансировку.

## Центрифуги для лабораторных целей
Центрифуги для лабораторных целей классифицируются по скорости вращения ротора или по суммарному объёму загруженных образцов.
По объёму:
- Микроцентрифуги (обработка пробирок типа Eppendorf (ит.), 1,5-2,0 мл каждая)
- Общелабораторные центрифуги (суммарный объём образца около 0,5 л)
- Специализированные центрифуги повышенного объёма (обычно до 6 л). Примером специализированных центрифуг служат центрифуги для обработки крови. Устройство такой центрифуги узко специализировано под одну задачу — вращение полиэтиленовых контейнеров с кровью. У такой центрифуги мотор повышенной мощности, однако скорость вращения ротора значительно ниже чем у аналогичной по энергопотреблению центрифуги.

Следует иметь в виду, что объём образца для центрифуги рассчитывается при допущении, что его плотность равна 1 г/см³, если плотность образца выше 1,2 г/см³ требуется уменьшить объём обрабатываемого материала, иначе центрифуга может сломаться.
По скорости:
- Микроцентрифуги (обработка пробирок eppendorf, обычно не требует высоких скоростей) — скорость до 13 400 об/мин,
- Общелабораторные центрифуги — обладают значительной универсальностью и могут работать как с пробирками типа eppendorf так и другими емкостями, скорость вращения ротора от 200 об/мин до 15 000 об/мин,
- Центрифуги с высокой производительностью, они же скоростные — решают все возможные лабораторные задачи (кроме ультрацентрифугирования); скорость вращения ротора от 1000 об/мин до 30 000 об/мин.
- Ультрацентрифуги — скорость вращения ротора от 2000 об/мин до 150 000 об/мин.

Центрифуги бывают настольными и напольными (с ножками).